# Marjatta Tapiola
Marjatta Tapiola, född 30 april 1951 i Sysmä, är en finländsk målare.
Tapiola studerade 1969–1974 vid Finlands konstakademis skola och slog igenom 1980 med starkt expressiva målningar på en egen utställning. Detta år erhöll hon Finska Konstföreningens dukatpris och följande år Kritikens sporrar. Hon har därefter fortsatt att utveckla sitt mycket personliga måleri, huvudsakligen i figurbilder, utförda med en spontan penselföring men inte utan realistiska inslag. Hon har också målat porträtt.
År 2004 erhöll hon Pro Finlandia-medaljen.